# Bela Vista do Piauí
Pour les articles homonymes, voir Bela Vista (homonymie).
Bela Vista do Piauí est une municipalité brésilienne située dans l'État du Piauí.